# Ripeacma nangae
Ripeacma nangae är en fjärilsart som beskrevs av Moriuti, Saito och Angoon Lewvanich 1985. Ripeacma nangae ingår i släktet Ripeacma och familjen praktmalar, Oecophoridae. Inga underarter finns listade i Catalogue of Life.